# Masaaki Yamada (Künstler)
Masaaki Yamada (山田 正亮; geboren 1930 in Tokio; gestorben 2010) war ein japanischer Maler.

## Leben und Wirken
Yamada Masaaki machte seinen Schulabschluss an der „Tōkyō toritsu kōgyō kōtō semmon gakkō“ (東京都立工業高等専門学校). Ohne professionelle Ausbildung begann er unter Anleitung von Hasegawa Saburō in den schwierigen Nachkriegszeiten zu malen. Von 1949 bis 1953 stellte er auf der „Yomiuri Andepandan-ten“ (読売アンデパンダン展), der „Yomiuri INDÉPENDANTS“ aus, von 1950 bis 1956 auf der Ausstellungsreihe der „Jiyū bijutsuka kyōkai“ (自由美術家協会). 1987 konnte er auf der Biennale von São Paulo ausstellen. Nach seinem Tode 2010 wurde ihm 2016 eine umfassende retrospektive Ausstellung gewidmet, die im Nationalmuseum für moderne Kunst Tokio und im Nationalmuseum für moderne Kunst Kyōto gezeigt wurde.
Yamada schuf etwa 5000 Bilder, wobei sein Werk sich einteilen lässt in drei Perioden: Stillleben (1948 bis 1955), Werke (1956 bis 1995) in Linien und schließlich in farbig gestaltete übermalte Flächen (1998 bis 2010).
Auf der Ausstellung „Japan – Tradition und Gegenwart“ 1974 in Düsseldorf war Yamada mit sechs Werken aus der mittleren Periode zu sehen.